# Newland (Észak-Karolina)
Newland település az Amerikai Egyesült Államok Észak-Karolina államában, Avery megyében, melynek megyeszékhelye is. Lakosainak száma 715 fő (2020. április 1.).

## Népesség
A település népességének változása:

| 2010 | 698 |
| 2020 | 715 |